# Чесни (Јужна Каролина)
Чесни (енгл. Chesnee) град је у америчкој савезној држави Јужна Каролина.

## Демографија
По попису из 2010. године број становника је 868, што је 135 (-13,5%) становника мање него 2000. године.
| Група             | 2000.       | 2010.       |
| Белци             | 658 (65,6%) | 565 (65,1%) |
| Афроамериканци    | 276 (27,5%) | 235 (27,1%) |
| Азијати           | 1 (0,1%)    | 2 (0,2%)    |
| Хиспаноамериканци | 47 (4,7%)   | 38 (4,4%)   |
| Укупно            | 1.003       | 868         |